# Gliedergürteldystrophie 2P
Die Gliedergürteldystrophie 2P (LGMD2P) ist eine sehr seltene Erkrankung aus der Gruppe der Gliedergürteldystrophien. Nach der Klassifikation von Online Mendelian Inheritance in Man von 2011 wird die Erkrankung auch als Gliedergürtel-Muskeldystrophie-Dystroglykanopathie Typ C9 (engl. Limb-Girdle Muscular Dystrophy-Dystroglycanopathy Type C9, MDDGC9) bezeichnet.

## Ursache
Die LGMD2P wird durch Mutationen im DAG1-Gen verursacht und autosomal-rezessiv vererbt. Das DAG1-Gen kodiert für das Protein Dystroglykan. Die LGMD2P gehört zur großen Gruppe der Dystroglykanopathien (MDDGC). Der Gendefekt wurde erstmals 2011 bei einer bereits 2003 beschriebenen türkischen Patientin nachgewiesen. Bislang gibt es bis auf die beschriebene türkische Patienten keine weiteren Fallberichte. Die Mutation ist bislang (Stand Oktober 2013) auch die einzige bekannte im DAG1-Gen. Alle anderen Dystroglykanopathien werden durch Mutationen in Genen bzw. deren Genprodukten verursacht, die direkt oder indirekt an der Glykosylierung von Alpha-Dystroglykan beteiligt sind.

## Krankheitsbild
Die Erkrankung wurde bislang (Stand 2013) bei einer türkischen Patientin nachgewiesen, die seit dem 3. Lebensjahr an einer zunehmenden Gliedergürteldystrophie mit mentaler Retardierung erkrankt ist. Im Alter von 16 Jahren war die Patientin noch 25 bis 30 Meter gehfähig und der Intelligenzquotient lag bei 50. Zudem waren Gelenkkontrakturen und eine Vergrößerung der Waden nachweisbar. Die Konzentration der Kreatinkinase war deutlich erhöht (> 20-fach) und die Magnetresonanztomografie zeigte keine Auffälligkeiten. Die Muskelbiopsie zeigte neben dystrophen Veränderungen eine Verminderung des glykosylierten Alpha-Dystroglykans.